# Інструч
Інструч (рос. Инструч, нім. Inster) — річка в Російській Федерації, що протікає в Калінінградській області. Притока річки Преголя. Довжина — 101 км, площа водозабірного басейну — 1250 км².